# 천기누설
《천기누설》은 대한민국의 MBN의 교양 프로그램이다.

## 역사
2012년 5월 19일에 첫방송을 시작했으며, 원래는 미스터리 추적 프로그램이었으나, 최근 들어 건강 정보 프로그램으로 탈바꿈했다.

## 기획 의도
당신의 건강을 180도 바꿀 수 있는 건강정보 프로그램.

## 같이 보기
- 슈퍼맨이 돌아왔다, 아이를 위한 나라는 있다 (KBS 2TV)
- 편애중계 (MBC TV)
- 집사부일체, 집사부일체 시즌2, 리틀 포레스트 (SBS TV)
- 정치인싸 (MBC 표준FM)